# Марія Жовтий Кінь Відважне серце
Марія Жовтий Кінь Відважне Серце - корінна американська соціальна працівниця, професорка та експертка з питань психічного здоров'я. Найвідоміша завдяки розробці моделі історичної травми для народу Лакота, яка врешті-решт буде розширена, щоб охопити корінне населення у всьому світі. Вона належить до Ханкпапи (групи племен Лакоти) .

## Дослідження
У 2000 р. Відважне Серце опублікувала статтю "Вакіксуяпі: несуча історичну травму Лакоти". Використовуючи історичне дослідження травм, проведене серед людей, що пережили Голокост, "Хоробре серце" виявила подібну групу подій, пов'язаних з масовою груповою травмою поколінь, включаючи різанину над Вундед-Ні 1890 року та примусове вилучення дітей до федеральних шкіл-інтернатів. Вона осмислювала сучасну форму історичної травми у 1980-х роках як спосіб зрозуміти те, що вона спостерігала, оскільки багато корінних американців не можуть здійснити "американську мрію". Її найбільш значущі висновки були систематизовані в групу з шести симптомів:
1. 1-й контакт: життєвий шок, геноцид, немає часу на горе, колонізаційний період, коли відбулося поширення хвороб та алкоголю, травматичні події, такі як різанина на Вундед-ні .
2. Економічна конкуренція: що призвело до втрат в духовному та матеріальному вимірах.
3. Виникнення періоду вторгнення / війни, який включав винищення та симптоми біженців .
4. Період підкорення / резервування, коли відбувається ув'язнення та переміщення, формується зв'язок вимушеної залежності від утискувачів та виникає відсутність безпеки.
5. Період інтернату: під час якого руйнується сімейна система, настають побиття, зґвалтування та заборона рідної мови та релігії. Тривалим ефектом стала погана підготовка до батьківства, плутанина ідентичності.
6. Примусовий переїзд та припинення: переїзд в міські райони, заборона релігійної свободи, расизм і розгляд другого класу; втрата державної системи та громади.

Марія запропонувала тристоронній вимір втручання: освіта, поділ наслідків травми та вирішення горя за допомогою колективної жалоби та зцілення.
З 1976 року Відважне Серце працює безпосередньо на місцях, щоб збирати інформацію про вплив історичної травми на корінні громади. До цих груп належать Лакота в Південній Дакоті, численні племена в Нью-Мексико та популяції корінних і латиноамериканців у Денвері, Нью-Мексико та Нью-Йорку. Докторка Відважне Серце здійснила за організацію та презентацію понад 175 презентацій на тему, пов’язану з історичною травмою, а також організувала навчання численних племен у Сполучених Штатах та населеннях Перших Націй у Канаді.
У 1992 р. Відважне Серце створила мережу «Такніні», некомерційну організацію, яка займається загоєнням ран, завданих корінним американцям через досвід травм між поколіннями, що була розташованому в місті Рапід-Сіті, штат Південна Дакота.

## Кар'єра
Марія Жовтий Кінь Відважне Серце відома тим, що розробляє модель історичної травми, історичну невирішену теорію горя та втручання в життя корінних народів. Відважне Серце здобула ступінь магістра в Школі соціальної роботи Колумбійського університету в 1976 році.
Відважне Серце повернулася до школи в 1990 році після роботи в галузі соціальної роботи, а в 1995 році вона здобула ступінь докторки клінічної соціальної роботи в Школі соціальної роботи Сміт-коледжу. Дисертація мала назву "Повернення на священний шлях: зцілення від історичної травми та історичного невирішеного горя серед лакоти".  Доктор Відважне Серце була штатною викладачкою у Вищій школі соціальної роботи Денверського університету та координаторкою проєкту навчальної програми корінних народів, який діяв у Денвері та регіоні Чотири кути та охоплював заповідники навахо та уте. На додаток до кар'єри доцента в Школі соціальної роботи Колумбійського університету, докторка Відважне Серце також працювала членом дослідницької групи з клінічного втручання в Програмі іспаномовної медицини, розташованій у Нью-Йоркському психіатричному інституті / Медичній школі Колумбійського університету.
Невирішене втручання з горя, розроблене Хоробрим Серцем, було визнано видатною моделлю, яка виграла спеціальну грантову премію Центру служб психічного здоров’я на 2001 рік. Докторка Відважне Серце також відповідала за включення методів, спрямованих на втручання та посилення батьківського виховання через низку успішних грантів. Вона була відома тим, що координувала та керувала кількома моделями реабілітації корінних людей, що пережили історичну травму: полікультурний діалог між конференціями союзників у 2001-2004 роках, а також була членом та коодинаторкою конференції Міжнародного товариства з вивчення травматичного стресу. Докторка Відважне Серце також була членом Ради директорів Ради з питань соціальної роботи та виконував функції радника / консультанта Національного центру травматизму у справах дітей в Індії.
В даний час Відважне Серце працює професоркою кафедри психіатрії Університету Нью-Мексико, директоркою відділу корінних американців, що досліджує диспропорції та поведінкове здоров'я в громадах. Марія має сфери інтересів, які включають колективні травми корінних народів, горе і втрати, історичні травми, лікувальне втручання та психічне здоров'я корінного населення, а також розлади вживання наркотичних речовин та супутні розлади психічного здоров'я у корінного населення.

## Зовнішні посилання
- Мережа Такіні [Архівовано 4 грудня 2014 у Wayback Machine.]